# Campeonato Paraibano de Futebol de 1940
O Campeonato Paraibano de Futebol de 1940 foi a 31ª edição do campeonato, organizado e dirigido pela Liga Desportiva Parahybana. Contou com a participação de 5 times. Esta foi a segunda vez que o Treze disputou o Campeonato Paraibano. No final do desta edição tornou-se também o primeiro time de fora de João Pessoa a ganhar um título estadual.

## Participantes
O campeonato estadual de 1940 contou com 5 participantes, foram eles:
| Clube                  | Cidade         |
| ---------------------- | -------------- |
| Auto Esporte Clube     | João Pessoa    |
| Botafogo Futebol Clube | João Pessoa    |
| Felipeia Esporte Clube | Bayeux         |
| Palmeiras Sport Club   | João Pessoa    |
| Treze Futebol Clube    | Campina Grande |

## Vencedor
| Campeonato Paraibano de Futebol de 1940 |
| --------------------------------------- |
| Treze Campeão (1º título)               |